# Мислиня (община)
Община Мислиня (словен. Občina Mislinja) — одна з общин в північній Словенії. Адміністративним центром є місто Мислиня.

## Населення
У 2010 році в общині проживало 4688 осіб, 2359 чоловіків і 2329 жінок. Чисельність економічно активного населення (за місцем проживання), 1963 осіб. Середня щомісячна чиста заробітна плата одного працівника (EUR), 827 (в середньому по Словенії 966.62). Приблизно кожен другий житель у громаді має автомобіль (52 автомобілів на 100 жителів). Середній вік жителів склав 40,3 роки (в середньому по Словенії 41.6).